# Овчинникова, Елизавета Сергеевна
Елизавета Сергеевна Овчинникова (род. 9 августа 1998) — российская спортсменка, выступающая в синхронном плавании. Мастер спорта России международного класса (2016).

## Карьера
Уроженка Приморского края: родилась во Владивостоке, здесь же начала постигать первые азы большого спорта. Многократный чемпион и призёр молодёжных и юниорских соревнований.
Тренируется в клубе «Юность Москвы» у заслуженного тренера России Татьяны Сафоновой.
Чемпионка России 2014 года в сольной программе.
В 2015 году на первых Европейских играх первенствовала в группе и комбинации.